# Orosz Lajos (neveléstörténész)
Orosz Lajos (1921–) pedagógus, neveléstörténész, a neveléstudományok kandidátusa.

## Életrajza
Felsőfokú tanulmányait a budapesti Pázmány Péter Tudományegyetemen végezte, először görög–latin (1946), majd pedagógia szakon (1949). 1989-es nyugdíjazásáig a Budapesti Műszaki Egyetem (BME) adjunktusa, majd docense volt, a mérnöktanár-növendékeknek tartott neveléstörténeti előadásokat, különösen az iparoktatás területéről. 1964-től 1989-ig tagja volt a Magyar Tudományos Akadémia neveléstörténeti albizottságának, 1969-től ugyancsak 1989-ig a BME több nevelési bizottságának.
A Nőnevelési reformtörekvések Magyarországon, munkaiskolák (1777–1867) című értekezését 1969. július 1-jén védte meg, ezzel a neveléstudományok kandidátusa lett. Fő kutatási területei Comenius sárospataki tanári működése, Apáczai Csere János pedagógiai munkásságának történeti-elemző feltárása, a hazai iparoktatás és ipariszaktanár-képzés múltja volt. Apáczai pedagógia érdekű munkáit latinból magyarra fordította és szövegkritikai kiadásban adta közre (1956).
1993-ban az Apáczai Csere János-díj kitüntetettje volt.

## Főbb művei
- Neveléstörténeti olvasókönyv mérnöktanár szakos hallgatók számára. Összeáll. Orosz Lajos. Budapest: Tankönyvkiadó. 1987.
- A magyarországi ipari, mezőgazdasági és kereskedelmi szakoktatás vázlatos története. Budapest: Országos Pedagógiai Könyvtár és Múzeum. 2003.  ISBN 963-9315-51-6